# Smittium chinliense
Smittium chinliense är en svampart som beskrevs av Strongman & S.Q. Xu 2006. Smittium chinliense ingår i släktet Smittium och familjen Legeriomycetaceae.   Inga underarter finns listade i Catalogue of Life.